# 手套箱

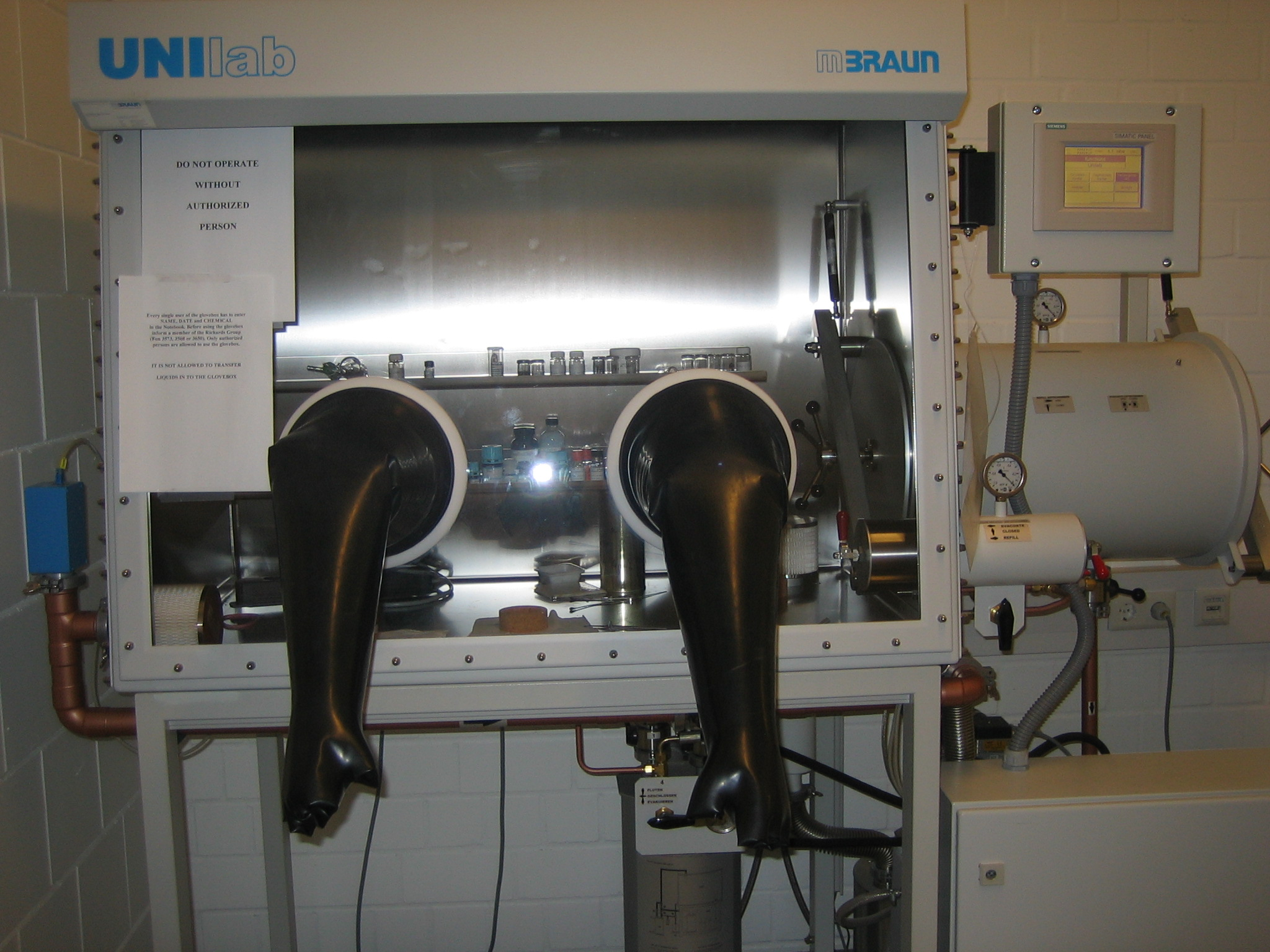
手套箱

手套箱是實驗室的一种惰性气体保护设备，水氧含量很低，国际标准是水和氧小于1ppm，使实验者可以用手进行实验操作但没有直接接触。
形状一般是完全封闭的箱状，前方或全体透明。有两个带臂的长手套，可供实验者把手伸进去，隔手套在箱内操作。

## 用途

把手伸到密封的惰性气体环境下进行物理化学隔离实验

- 操作需要隔绝空气进行实验，例如金属锂遇氧气反应，有些反应需要在惰性气体如氩气环境中进行。
- 使用开放（无屏蔽）的放射源，用铅和铅玻璃保护。
- 保护实验者免受有毒化学品的伤害。比通风柜隔绝彻底，主要用于毒性特別强的情况，但操作起来比较不便。
- 进行可能造成严重生物性危害的实验，例如烈性病菌。